# أليو سيسيه
أليو سيسيه (بالفرنسية: Aliou Cissé) (مواليد 24 مارس 1976) هو لاعب كرة قدم سنغالي دولي سابق كان يلعب كمدافع. سبق له أن لعب في كأس العالم لكرة القدم 2002 مع منتخب بلاده. لعب خلال مسيرته 153 مباراة سجل خلالها 3 أهداف.
حين كان لاعباً أحرز مع منتخب بلاده مركز الوصيف في كأس الأمم الأفريقية 2002، ثم شارك مع المنتخب في مشاركته الأولى في كأس العالم 2002.
قاد منتخب بلاده مدرباً للتأهل لكأس العالم 2018، وهي المرة الأولى التي يتأهل فيها المنتخب منذ بطولة عام 2002 (البطولة التي شارك فيها لاعباً).
قاد منتخب بلاده مدرباً للتأهل لكأس العالم 2022، وهى المرة الثانية على التوالى التي يتأهل فيها مع منتخبه السنغال إلى كأس العالم والمرة الثالثة في تاريخ منتخب السنغال بعد بطولتى 2018 و 2002 (البطولة التي شارك فيها لاعباً).في 11 مارس 2025، أعلن الاتحاد الليبي لكرة القدم عن تعاقده رسمياً مع المدرب السنغالي أليو سيسيه لتولي تدريب منتخب ليبيا الأول لمدة سنتين، خلفاً للمدرب ناصر الحضيري.

## روابط خارجية
- أليو سيسيه على فرق كرة القدم الوطنية.كوم
- أليو سيسيه على موقع الاتحاد الدولي (مؤرشف)  (الإنجليزية)
- أليو سيسيه على موقع رابطة كرة القدم الفرنسية للمحترفين (الإنجليزية)
- أليو سيسيه على موقع قاعدة بيانات كرة القدم.إي يو (الإنجليزية)
- أليو سيسيه على موقع ليكيب (الفرنسية)
- أليو سيسيه على موقع ناشيونال فوتبول تيمز (الإنجليزية)
- أليو سيسيه على موقع Soccerbase.com (لاعب) (الإنجليزية)
- أليو سيسيه على موقع Soccerway.com (الإنجليزية)
- أليو سيسيه على موقع عالم كرة القدم.نت (الإنجليزية)
- أليو سيسيه على موقع كووورة